# 阿诺亚
阿诺亚（義大利語：Anoia），是意大利雷焦卡拉布里亚省的一个市镇。总面积10平方公里，人口2292人，人口密度229.2人/平方公里（2009年）。ISTAT代码为080003。